# 瓦靈福德
瓦靈福德（英語：Wallingford）是英格蘭的一個城市和民政教區，在歷史上屬於伯克郡，現在屬於牛津郡。2011年，瓦靈福德有人口7,918人。